# Synangium
Een synangium is bij vaatplanten het geheel van een aantal vergroeide sporangia.
Synangia komen onder andere voor bij Psilotum en het verwante geslacht Tmesipteris. Bij Psilotum zijn drie sporangia vergroeid tot een synangium, bij Tmesipteris twee sporangia.
Bij de Gnetales (Gnetaceae, Ephedraceae, en Welwitschiaceae) bestaat het synangium uit 1-3 sporangia.
Ook bij de bedektzadigen kunnen de helmknoppen gezien worden als een synangium: een verzameling van vier vergroeide microsporangia.

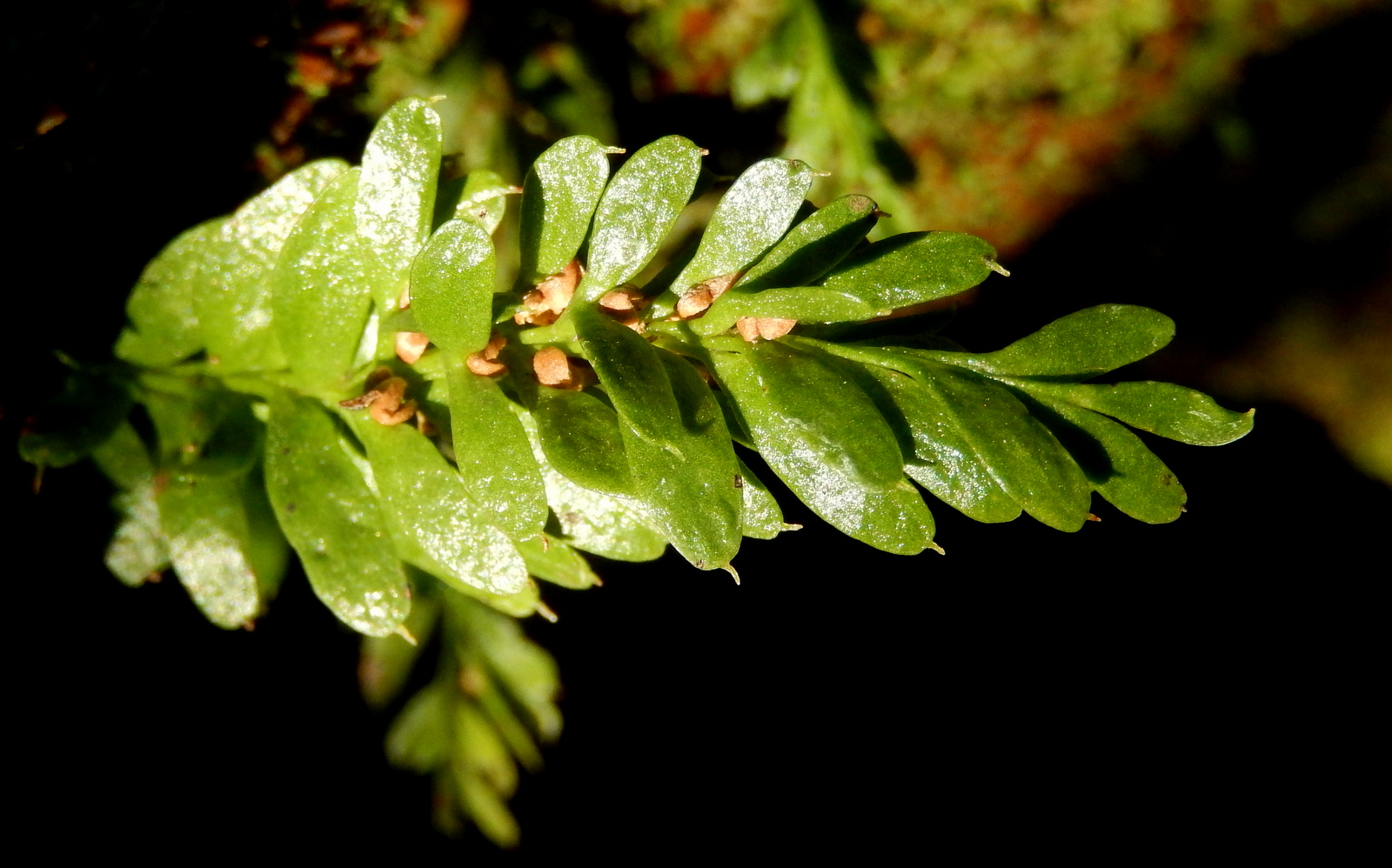
Tmesipteris ovata met synangia
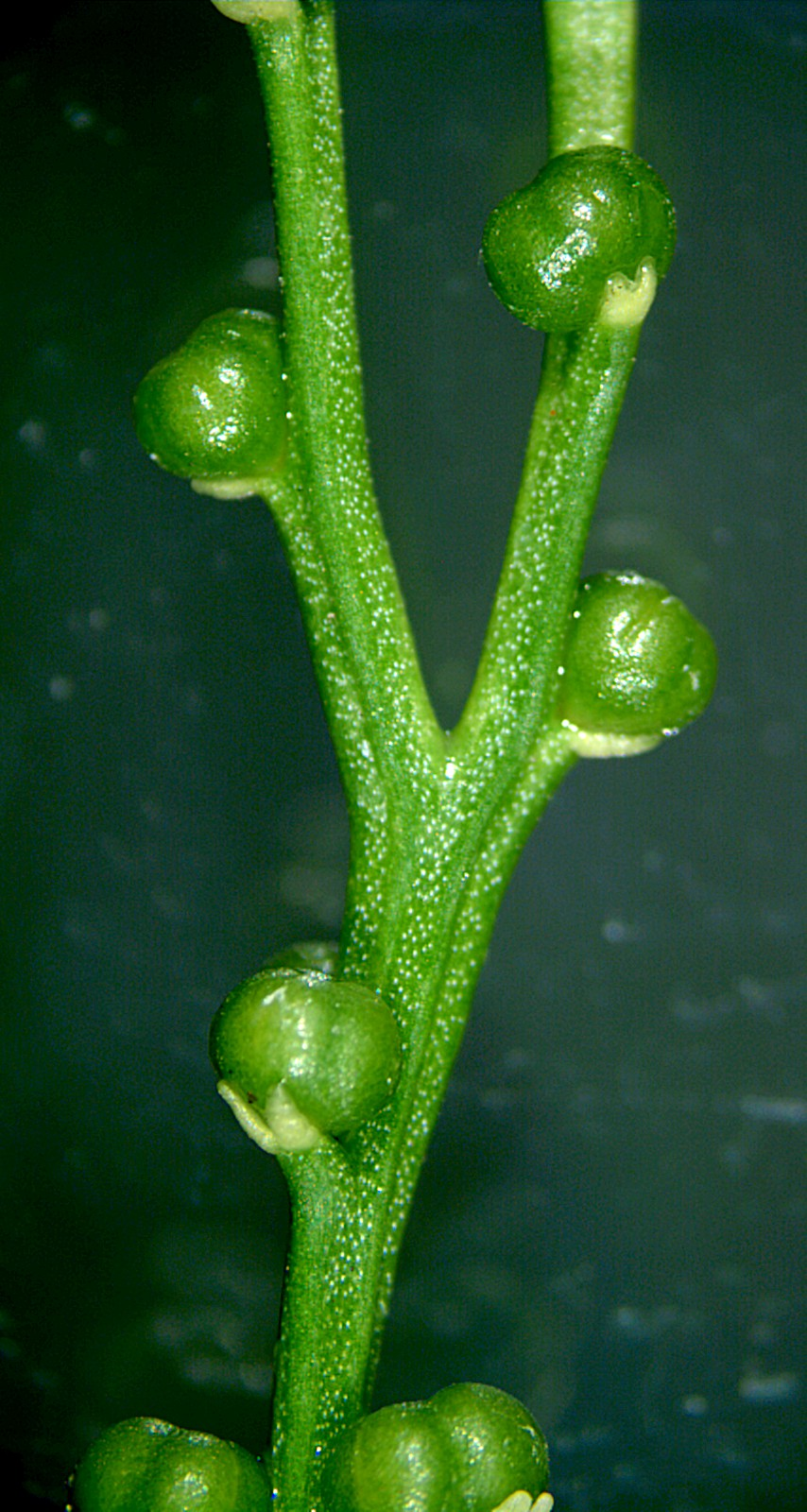
Psilotum stengels met synangia
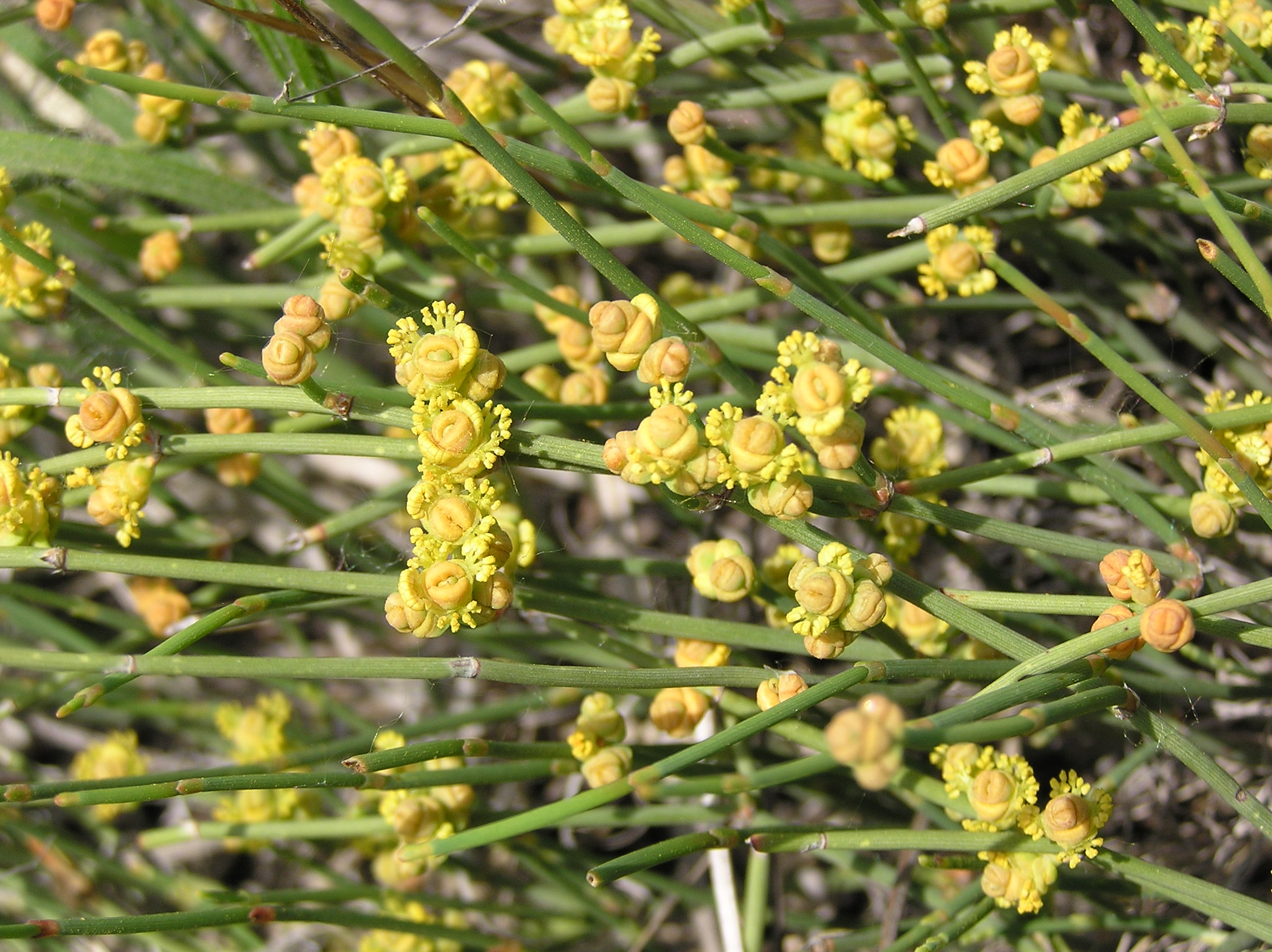
Ephedra distachya mannelijke "bloemen" met "meeldraden" met synangia
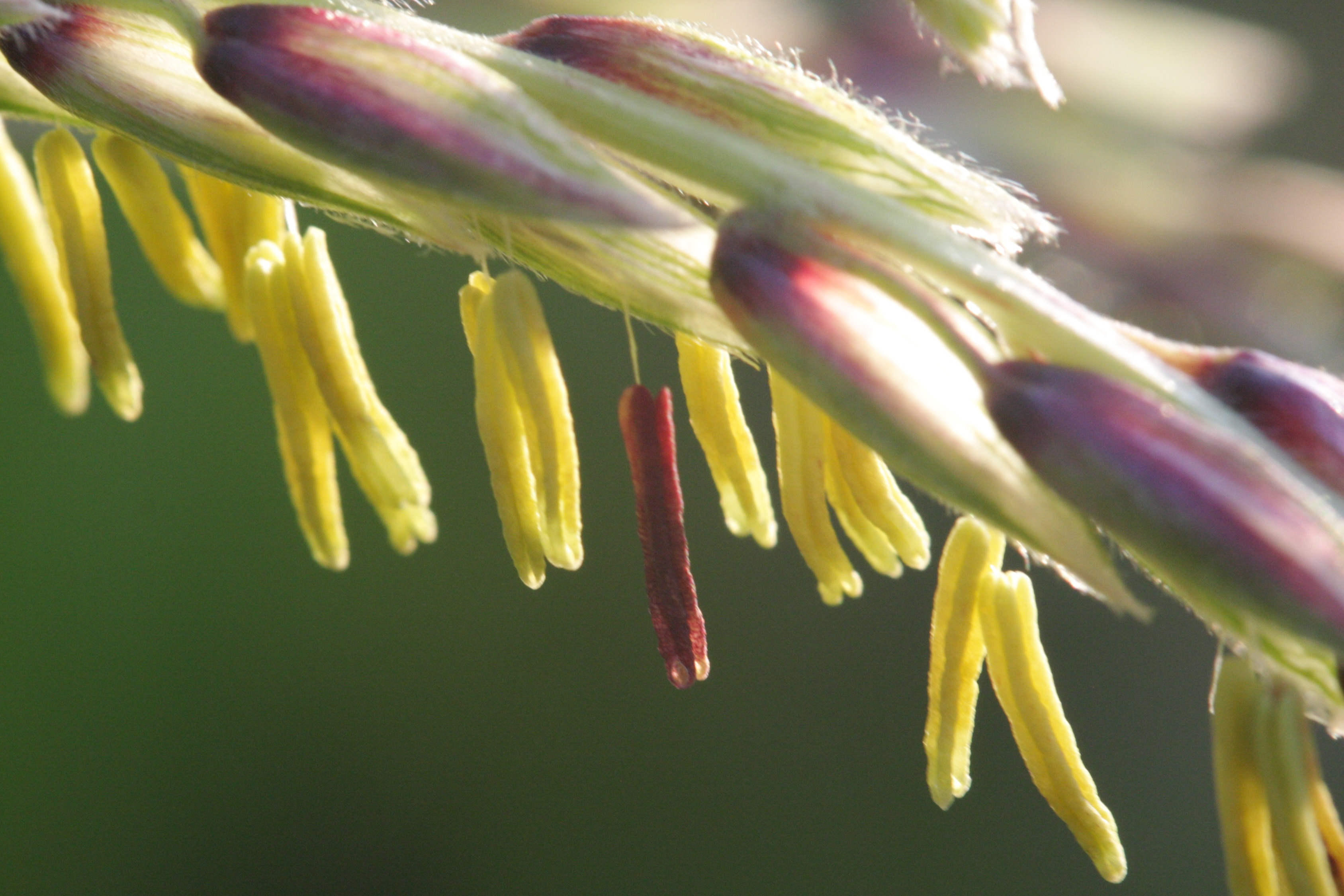
Mais, bloeiend met hangende meeldraden en helmknoppen